# Madre Coraggio e i suoi figli
Madre Courage e i suoi figli (sottotitolo: Cronaca della guerra dei Trent'anni), sovente tradotto in Italia in Madre Coraggio e i suoi figli è uno dei capolavori di Bertolt Brecht che scrisse questo testo destinato al teatro fra il 1938 e il 1939. Lo spettacolo andò in scena la prima volta a Zurigo nel 1941.
Scritto proprio alla vigilia della seconda guerra mondiale, il testo risulta essere una denuncia di tutte le guerre e degli orrori che esse producono. Sull'intento politico-ideologico prevale qui l'intento realistico di Brecht, che rappresenta la mentalità degli oppressi e le sue terribili contraddizioni.
Il personaggio della protagonista e il soggetto sono ispirati alla Vita dell'arcitruffatrice e vagabonda Courasche (Lebensbeschreibung der Landstörzerin Courasche) di Hans Jakob Christoffel von Grimmelshausen.

## Trama
Anna Fierling è una vivandiera che si sposta tra Polonia, Svezia e Germania fra 1624 e 1636, durante la guerra dei Trent'Anni. La donna cerca di guadagnarsi da vivere vendendo le proprie merci nei territori coinvolti nella guerra, la quale le porta buoni affari visto che i soldati sono le uniche persone che hanno i soldi necessari per comprare le sue cose, quindi lei si sposta seguendo secondo convenienza l'esercito cattolico o quello protestante. Anna viene denominata Madre Coraggio poiché alleva da sola tre figli avuti da uomini diversi: Eilif, il maggiore, è dotato di un'indole violenta e impetuosa; il mezzano Schweizerkas (il cui nome significa formaggio svizzero) è onesto fino all'ingenuità; Kattrin, infine, è una ragazza muta e remissiva. Nonostante i modi bruschi con cui li tratta, Anna ama moltissimo i suoi figli e cerca in tutti i modi di difenderli dai pericoli della guerra.
All'inizio del dramma i quattro vengono avvicinati da un ufficiale di reclutamento e da un sergente che cercano di arruolare i due figli maschi nell'esercito protestante; Madre Coraggio cerca di farli passare per disabili, ma Eilif viene sedotto dalle offerte di gloria e denaro e si arruola volontariamente: nonostante Anna gli raccomandi di tenersi lontano dai guai e mantenere un profilo basso, il ragazzo si distinguerà nell'esercito per le sue azioni violente, che includono l'uccisione dei contadini e delle loro greggi per procurare soldi e cibo ai soldati. Per tenere d'occhio suo figlio, Anna segue l'esercito e fa conoscenza con il cuoco, persona priva di scrupoli e con una personalità molto ambigua, e il cappellano, che giustifica con la religione il proprio guadagno personale. Entrambi gli uomini svilupperanno interesse verso Anna, che rifiuterà la corte di ciascuno dei due approfittando delle loro attenzioni per trarre profitto.
Passano due anni e Schweizerkas viene arruolato come tesoriere dell'esercito: Anna ne è felice perché pensa che così il secondo figlio sarà al sicuro. I tre conoscono Yvette, la prostituta dell'esercito, e Anna la addita a Kattrin come esempio da non seguire, in modo che anche lei stia alla larga dai soldati. Arrivano i soldati cattolici, che hanno sopraffatto l'esercito protestante e stanno per irrompere. Mentre Anna e i suoi compagni cambiano le loro insegne per sembrare cattolici, Schweizerkas nasconde il tesoro dei protestanti, ma viene catturato e condannato a morte perché si rifiuta di rivelare dove sia la cassa. Anna, con l'aiuto di Yvette, cerca di corrompere un ufficiale per liberarlo: il suo piano sarebbe di impegnare il carro e poi riscattarlo con i soldi della cassa nascosta. Schweizerkas rivela però di averla gettata nel fiume all'arrivo dell'esercito, così Madre Coraggio arriva a trattare per la vendita del carro, cercando di ottenere un prezzo favorevole: il ritardo dovuto a questa trattativa fa sì che l'esecuzione abbia luogo e suo figlio venga ucciso. Anna è inoltre costretta a fingere di non riconoscere il suo cadavere per non essere identificata come complice.
Tempo dopo, il generale cattolico Tilly muore in battaglia, gli eserciti ripartono e Madre Coraggio seguirà nuovamente quello protestante. Il cappellano convince Anna che la guerra durerà ancora per molto tempo e la induce a investire molti soldi in provviste; successivamente le propone di sposarlo, ma lei rifiuta. Poco dopo, Kattrin viene violentata e sfigurata da un soldato, ponendo fine alle speranze di Anna di maritarla. Quando il re di Svezia muore, viene provvisoriamente dichiarata la pace, cosa che manda all'aria gli affari di Anna: mentre la donna si reca al mercato per svendere tutta la merce avanzata, arriva Eilif, che però viene poi arrestato per aver ucciso alcuni contadini, la stessa azione che in tempo di guerra lo faceva identificare come eroe: giudicato colpevole, verrà condannato a morte. Il cuoco e il cappellano, presenti in casa, decidono di non dire nulla ad Anna, che crederà suo figlio disperso. In seguito la tregua viene ritirata, la guerra ricomincia e Madre Coraggio riparte: il cappellano la abbandona, mentre il cuoco si aggrega a lei.
Col passare degli anni, la popolazione è stata decimata e non c'è più cibo. Anna, Kattrin e il cuoco sono ridotti a mendicare l'elemosina cantando per i pochi nobili rimasti. Il cuoco apprende di aver ereditato un'osteria a Utrecht e propone ad Anna di seguirlo, a patto che lei abbandoni Kattrin: mantenere una terza persona sarebbe impossibile. La donna rifiuta e il cuoco le abbandona: madre e figlia riprendono la via col loro carro sempre più malandato. Le due giungono nei pressi di Halle, dove vengono ospitate da una famiglia di contadini; nottetempo, Anna si reca in città, lasciando Kattrin con i loro ospiti. Irrompe l'esercito cattolico, che obbliga i contadini a mostrar loro la strada per la città in modo da sferrare un attacco a sorpresa; Kattrin inizia a percuotere furiosamente il suo tamburo per svegliare i cittadini, evitare l'attacco e salvare sua madre.
All'alba, Madre Coraggio torna e rimane sconvolta nel trovare sua figlia senza vita. Dopo averle cantato una straziante ninna nanna e aver assistito alla sua sepoltura, la donna non può far altro che riprendere il carro e proseguire nel suo viaggio.

## Personaggi principali
Anna Fierling (Madre Coraggio): il personaggio principale. Popolana indurita dalla guerra, incarna il doppio ruolo di affarista senza scrupoli e di madre protettiva. Ha trovato il modo di fare affari seguendo l'esercito cattolico durante la guerra dei trent'anni, vendendo provviste e oggetti di vario genere. Riesce a fare buoni affari grazie a questa guerra che rende tutti i beni molto più ricercati e necessari; più volte la si sente affermare che lei vorrebbe quasi che la guerra continuasse in modo da seguitare ad arricchirsi. Il suo attaccamento al carro e ai soldi le costerà la vita dei suoi figli (Eilif, Schweizerkas e Kattrin) più o meno indirettamente, mettendo in risalto uno dei temi dell'opera, cioè che i poveri in tempo di guerra tendono a considerare i soldi come l'unica via per la sopravvivenza, essendo ossessionati dai beni materiali che diventano perfino più importanti dei sentimenti e dei rapporti con la famiglia stessa.
Eilif: il figlio maggiore, arruolato nel primo atto nell'esercito. Giovane violento che si presta bene a fare il soldato, si distinguerà sul campo di battaglia per le sue gesta "eroiche" (uccisioni di contadini e furto di bestiame) considerate quasi normali in tempo di guerra, dove sopravvive solo chi è più furbo.
Morirà per ultimo quando finisce la guerra, condannato per i suoi crimini che durante la guerra non erano considerati tali, ma in tempo di pace ritornano punibili.
Schweizerkas: il secondo figlio, considerato dalla madre onesto, ingenuo e non molto intelligente. Verrà arruolato pure lui nell'esercito protestante e morirà per primo, prigioniero di quello cattolico.
Kattrin: la figlia minore, diventata muta e poi sfregiata per causa della guerra. Viene considerata da molti critici l'unica eroina dell'opera perché morirà sacrificandosi e salvando un intero villaggio da un attacco a sorpresa. Non è a caso che l'unico personaggio ancora puro di cuore sia incapace di esprimersi, quasi come significare che in tempo di guerra la bontà e l'altruismo vengono coperti da tutti gli orrori e le cattive azioni che la guerra porta.
Cappellano: caratterizza una casta di persone paurose e false, interessate come tutti gli uomini alla propria sopravvivenza ed interessi, non si fa problemi a rinunciare all'onore per sopravvivere e rinunciare pure ai voti proponendo un matrimonio a Madre Coraggio.

## Temi
Il tema della guerra - La guerra è la causa della situazione di Madre Coraggio. La guerra gioca il doppio ruolo di salvezza e distruzione. Salva Madre Coraggio dalla povertà, ma non risparmierà i suoi figli portandoli uno dopo l'altro alla morte. La guerra che è voluta dai "grandi" ma che colpisce la vita della povera gente, le persone diventate cieche e insensibili, quasi abituate a tutta questa distruzione e ingiustizia. Il mondo nella guerra viene messo a nudo dall'autore che ne mostra tutti i risvolti, dalle ingiustizie commesse dai soldati alla prostituzione, alle torture, alle differenze tra soldati comuni e generali, al come le persone diventino egoiste e tutte le virtù siano nascoste e i valori ribaltati.
Il tema della povertà - Quest'opera mette in risalto uno dei pensieri principali di Bertolt Brecht, e cioè che i poveri sono ossessionati dai soldi e dai beni materiali, considerati l'unica via per sopravvivere. Sono più importanti della religione, più importanti dei sentimenti. Madre Coraggio perderà tutti e tre i figli a causa di questa mentalità e malgrado le esperienze vissute, ella continua, seppur rattristata, nella sua normale attività di mercante a cui tiene inconsapevolmente più di ogni altra cosa. Perfino la fine della guerra è vista da Madre Coraggio quasi come un evento nefasto, in quanto non le permetterà più di condurre buoni affari.

## Madre Courage in relazione con il teatro epico
Bertolt Brecht è considerato il fondatore del teatro epico, e gli aspetti di questo tipo di teatro sono fortemente presenti in quest'opera. Infatti la narrazione è onnisciente e non tiene conto di mostrare i sentimenti dei personaggi, né di suscitarne negli spettatori, ma piuttosto di narrare i fatti così come sono. Il teatro epico a differenza di quello borghese non cerca l'immedesimazione degli spettatori nei personaggi, anzi ne provoca l'estraneazione, in modo che gli spettatori possano analizzare oggettivamente, imparare, riflettere e trarre conclusioni della realtà rappresentata.

## Madre Courage e i suoi figliin Italia
- 1952 / 1953 / 1954 - Luciano Lucignani, Cesarina Gheraldi (poi Ave Ninchi)

La prima edizione italiana di “Madre Courage e i suoi figli”, datata 4 novembre 1952, si svolse al Teatro dei Satiri di Roma per la regia di Luciano Lucignani e la produzione della “Compagnia del Teatro dei Satiri”. Successivamente la ribattezzata “Compagnia degli Spettatori Italiani” porterà l’allestimento nel 1953 al Teatro Comunale di Bologna e nel 1954 al Teatro delle Arti di Roma. Interpreti principali furono: Cesarina Gheraldi, poi Ave Ninchi (Madre Courage), Franca Maresa (Kattrin, la figlia muta),
Sergio Tofano (il Cappellano), Renzo Giovampietro (Eilif), Mario Maldesi (Schweizerkas), Gaetano Verna (il Cuoco), Elvi Lissiak (Yvette Pottier), Maria Zanoli (contadina), Nino Dal Fabbro, Mario Milita, Michele Riccardini, Giovanni Dolfini, Mario Pucci. Versione italiana di Emilio Castellani, scene di Teo Otto, costumi di Renato Guttuso, musiche di Paul Dessau, arrangiamenti di Franco Grani e Fernando Candia..
- 1970 / 1972 - Luigi Squarzina, Lina Volonghi

Debutto: Genova, Politeama Genovese, 17 marzo 1970. Traduzione di Enrico Filippini. Regia di Luigi Squarzina. Regista assistente - Vittorio Melloni. Assistenti alla regia - Guido Huonder, Doriano Saracino. Scene e costumi di Gianfranco Padovani. Musiche di Paul Dessau eseguite da Roberto Gianolio, Salvatore Ferro, Carlo Pecori, Renato Bastoni, Franco Piccolo, Luigi Ravera, Paolo Bartolini. Direttore della esecuzione musicale - Doriano Saracino. Produzione - Teatro Stabile di Genova.
Interpreti: Lina Volonghi  (Madre Courage), Lucilla Morlacchi (Kattrin, sua figlia), Omero Antonutti (Eilif, il figlio maggiore), Giancarlo Zanetti (Schweizerkas, il figlio minore), Maggiorino Porta (L’arruolatore), Antonello Pischedda (Il sergente), Eros Pagni (Il cuoco), Gianni Galavotti (Il comandante), Camillo Milli (Il cappellano), Mario Marchi (L’addetto all’armeria), Grazia Maria Spina (Yvette Pottier), Claudio Sora (L’uomo con la benda), Mario Martini (Un altro sergente), Daniele Chiapparino (Il vecchio colonnello), Luigi Carubbi (Uno scrivano), Gianpiero Bianchi (Il giovane soldato), Maurizio Manetti (Un contadino / soldato), Gilda Vivenzio (La moglie del contadino), Enrico Ardizzone (Un altro contadino), Mara Baronti (La contadina), Sebastiano Tringali (Un contadino giovane), Gianni Fenzi (L’alfiere), Mario Faralli, Renzo Martini, Andrea Montuschi, Salvatore Aricò, Nino Faillaci (Soldati).
“Squarzina può rappresentare Madre Courage solo dopo che è venuto meno il monopolio del Piccolo sulle opere di Brecht e previo consenso della moglie del drammaturgo Helen Weigel e della Suhrkamp Verlag, sua casa editrice. Ha come punto di riferimento la famosa edizione berlinese del 1949 ed esprime in palcoscenico l’epicità e lo straniamento brechtiano con una recitazione incentrata sulle contraddizioni del personaggio e con una scenografia basata su una piattaforma girevole, rumorosa e a vista così come i tralicci e la raggiera su cui sono avvitati i proiettori, in modo da evidenziare la finzione teatrale. Ma non essendo Squarzina “un brechtiano di stretta osservanza” e ritenendo che esistano affinità naturali tra il modulo “critico” della recitazione dello Stabile di Genova e l’ideale dell’attore “epico”, propone una sorta di contaminatio in modo da mostrare “le componenti del mondo di pensiero e di fatti che è Madre Courage, magari a scapito, qua e là, di una omogeneità epica (in senso brechtiano) troppo ortodossa (dunque non-brechtiana)”. In definitiva un teatro epico sottoposto all’elaborazione del teatro critico. La critica riconosce l’importanza straordinaria dello spettacolo e il pubblico lo accoglie con enorme entusiasmo per tutta la lunga tournée”.

- 1991 / 1992 - Antonio Calenda, Piera Degli Esposti

Il 26 novembre 1991 debutta al Teatro Bonci di Cesena la versione di Franco Fortini diretta dal regista Antonio Calenda e interpretata da Piera Degli Esposti nel ruolo del titolo e da Angela Pagano in quello di Yvette Pottier. Lo spettacolo prodotto dalla Compagnia “Teatro D’Arte” girerà nei teatri di tutta Italia per due stagioni teatrali. A Roma fu rappresentata al Teatro Quirino nel febbraio 1992.
Gli interpreti furono: Piera Degli Esposti (Madre Courage), Luisa Marzotto (Kattrin), Gabriele Cirilli, ripresa: Edoardo Scatà (Eilif), Diego Perugini (Schweizerkas), Giampiero Fortebraccio, ripresa: Giorgio Colangeli (il Cappellano), Antonio Zanoletti (il cuoco), Angela Pagano (Yvette Pottier), Flavio Insinna (il giovane soldato / contadino), Salvatore Zinna (uomo con la benda), Paolo Coletta (Capo dell’armeria / scrivano), Antonio Faa (Comandante / Alfiere), Michele Murino (reclutatore), Lamberto Consani (brigadiere).
Traduzione di Franco Fortini, scene di Nicola Rubertelli, costumi di Guido Schlinkert, musiche di Paul Dessau, elaborazioni musicali e arrangiamenti di Germano Mazzocchetti, disegno luci di Franco Ferrari.
- 2002 / 2003 - Marco Sciaccaluga, Mariangela Melato

Debutto il 19 ottobre 2002 al Teatro Stabile di Genova (Teatro della Corte). Versione italiana di Saverio Vertone. Regia di Marco Sciaccaluga. Scene di Matthias Langhoff. Costumi di Guido Fiorato. Luci di Sandro Sussi. Musiche di Paul Dessau. Elaborazioni musicali di Carlo Boccadoro. Musiche eseguite da Caterina Picasso (pianoforte), Marco Biggi (percussioni), Stefano Gajon (clarinetto), Roberto Mazzola (violino), Raffaele Rebaudengo (violino), Rachele Rebaudengo (violoncello). Produzione Teatro di Genova.
Interpreti: Mariangela Melato (Madre Courage), Ugo Maria Morosi (Il cappellano), Miodrag Krivokapic (Cuoco), Arianna Comes (Kattrin, sua figlia), Gaetano Sciortino (Eilif, il figlio maggiore), Enzo Paci (Schweizerkas, il figlio minore), Frédérique Loliée (Yvette), Gianluca Gobbi (attore-prologo), Roberto Alinghieri, Riccardo Bellandi, Massimo Brizi, Aleksandar Cvjetkovic, Rachele Ghersi, Andrea Nicolini, Ernesto Rossi, Federico Vanni.
- 2006 - Robert Carsen, Maddalena Crippa

Il 12 gennaio 2006 Madre Courage e i suoi figli arriva al Piccolo Teatro di Milano (Teatro Strehler), con la traduzione di Roberto Menin e la regia di Robert Carsen. (Nella stagione 1995/96 il Piccolo Teatro di Milano aveva già realizzato una lettura scenica con musiche, curata da Carlo Battistoni, con Giulia Lazzarini nei panni della protagonista e Moni Ovadia in quelli del cuoco).
Scene di Radu Boruzescu. Costumi di Miruna Boruzescu. Musiche di Paul Dessau, Black Flag, Metallica, Arnaud Tournel, Lowell Mason, V. Agatov, Marlene Kuntz. Luci di Robert Carsen, Peter Van Praet. Effetti sonori di Steven Brown. Produzione Piccolo Teatro di Milano - Teatro d’Europa.
Interpreti: Maddalena Crippa (Madre Courage), Stefania Guliotis (Kattrin), Tommaso Minniti (Eilif), Alberto Onofrietti (Schweizerkas), Leonardo De Colle (arruolatore), Francesco Cordella, Sergio Leone, Enzo Giraldo, Carlo Valli, Giorgio Bongiovanni, Milvia Marigliano (Yvette Pottier), Francesco Colella, Franco Maino, Stefano Moretti, Anna Priori. E con Marco Brinzi, Fausto Cabra, Angelo Campolo, Gabriele Ciavarra, Mirko Ciotta, Giorgio Consoli, Luigi Di Pietro, Tiziano Ferrari, Luca Fiorino, Michele Giaquinto, Matteo Romoli, Giorgio Sangati, Iacopo Veronese, Emilio Zanetti.
- 2008 - Cristina Pezzoli, Isa Danieli

Debutto: venerdì 25 gennaio 2008 al Teatro del Giglio di Lucca. Compagnia Gli Ipocriti di Melina Balsamo. Rielaborazione di Antonio Tarantino. Traduzione di Roberto Menin. Regia di Cristina Pezzoli. Scene di Bruno Buonincontri. Costumi di Gianluca Falaschi. Musiche di Pasquale Scialò. Luci di Cesare Accetta.
Interpreti: Isa Danieli (Madre Courage), Alarico Salaroli (Cappellano), Marco Zannoni (Cuoco), Lello Serao (Maresciallo, Colonnello), Arianna Scommegna (Yvette Pottier), Xenia Bevitori (Kattrin), Carlo Caracciolo (Capo dell’armeria, Scrivano, Giovane contadino, Soldato), Matteo Cremon (Eilif), Tiziano Ferrari (Lanzichenecco, Soldato, Alfiere), Vesna Hrovatin (Soldato), Paolo Li Volsi (Comandante, Soldato), Patrizia Monti (Contadina, Soldato), Sergio Raimondi (L’uomo con la benda, Soldato, Servo di Yvette), Yang Shi (Schweizerkas).
- 2019 / 2020 - Paolo Coletta, Maria Paiato

Debutto: 14 giugno 2019 al Napoli Teatro Festival – Teatro Nuovo (Napoli). Traduzione di Roberto Menin. Drammaturgia musicale e regia di Paolo Coletta.
Interpreti: Maria Paiato (Madre Courage), Mauro Marino (Cappellano), Giovanni Ludeno (Cuoco), Andrea Paolotti (Eilif), Roberto Pappalardo (Comandante, Soldato), Anna Rita Vitolo (Yvette Pottier), Tito Vittori (Sergente), Mario Autore (Schweizerkas), Ludovica D'Auria (Kattrin), Francesco Del Gaudio (Reclutatore). Musica di Paul Dessau. Scene di Luigi Ferrigno. Costumi di Teresa Acone. Luci di Michelangelo Vitullo. Suono di Massimiliano Tettoni. Produzione: Società per Attori e Teatro Metastasio di Prato, in collaborazione con Fondazione Campania dei Festival - Napoli Teatro Festival Italia.
Nel 2006, in occasione del Cinquantenario della morte di Bertolt Brecht, sotto gli auspici del Goethe Institut, le tre componenti etniche della Bosnia, attraverso il Teatro Nazionale Serbo di Banja Luka, il Festival Internazionale MES di Sarajevo e la Matrix Croatica di Mostar hanno prodotto lo spettacolo Madre Coraggio e i suoi figli, per la regia della belgradese-berlinese Mira Erceg-Havemann, protagonista l'attrice spalatina Ksenia Prohaska, come atto di denuncia della follia delle guerre, con l'occhio attento proprio al conflitto che dieci anni prima aveva sconvolto quella regione.

## Edizioni testuali italiane
- Madre Coraggio e i suoi figli, traduzione di Ruth Leiser e Franco Fortini, Collana Piccola Biblioteca Scientifico-letteraria n.39, Torino, Einaudi, 1951.
- Madre Courage e i suoi figli, traduzione di Ruth Leiser e Franco Fortini, Collezione di teatro n.26, Trieste, Einaudi, 1963.
- Mutter Courage und ihre Kinder. Madre Courage e i suoi figli, traduzione di Ruth Leiser e Franco Fortini, a cura di Consolina Vigliero, Introduzione di Luigi Forte, Collana Einaudi Tascabili. Serie bilingue n.770, Torino, Einaudi, 2000, ISBN 978-88-061-5613-8.